# Sächsisches Lebensrettungsehrenzeichen
Das Sächsische Lebensrettungsehrenzeichen wurde von der Sächsischen Staatsregierung am 1. Juni 1996 per Kabinettssitzung gestiftet.

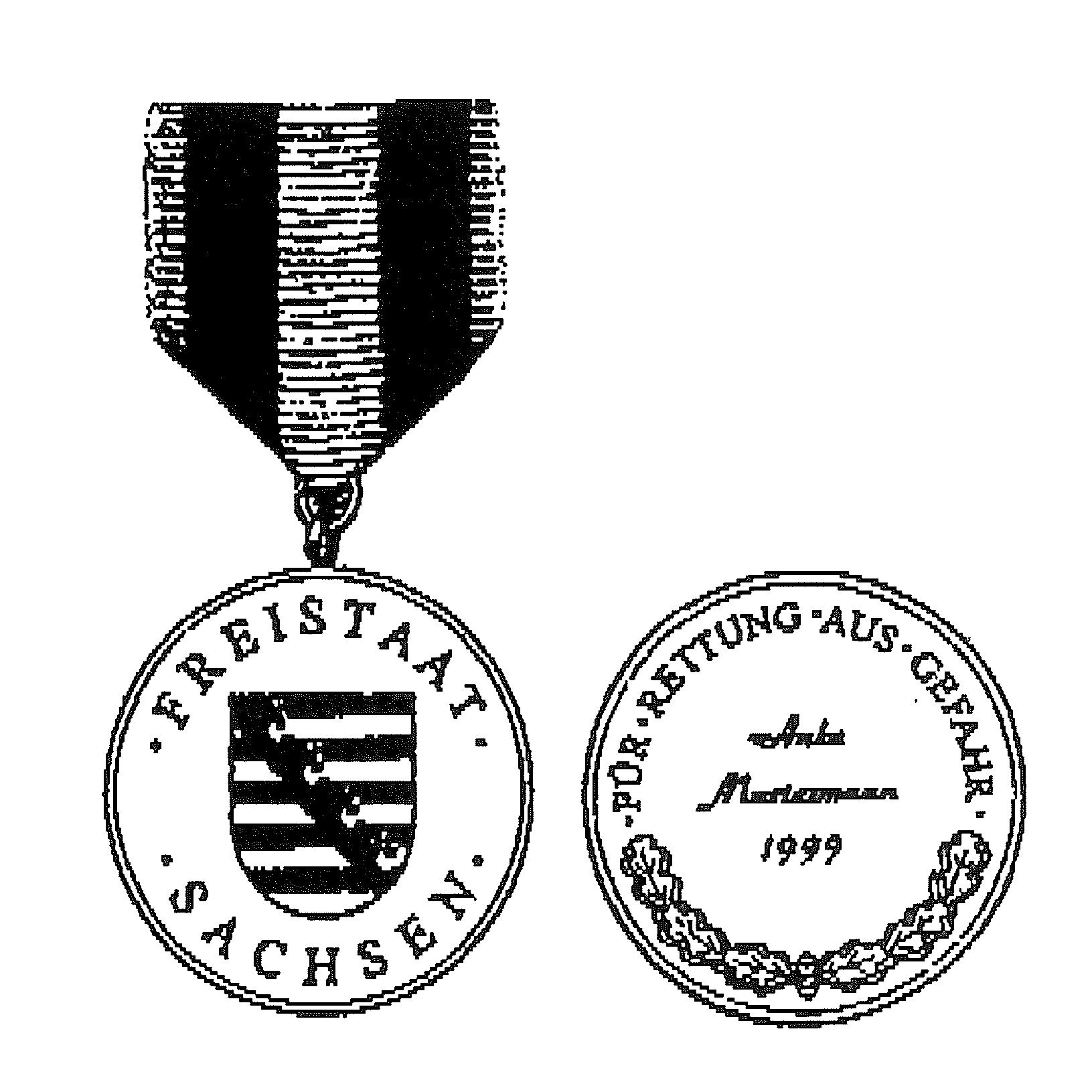
Sächsisches Lebensrettungsehrenzeichen nach den alten Statuten von 1996

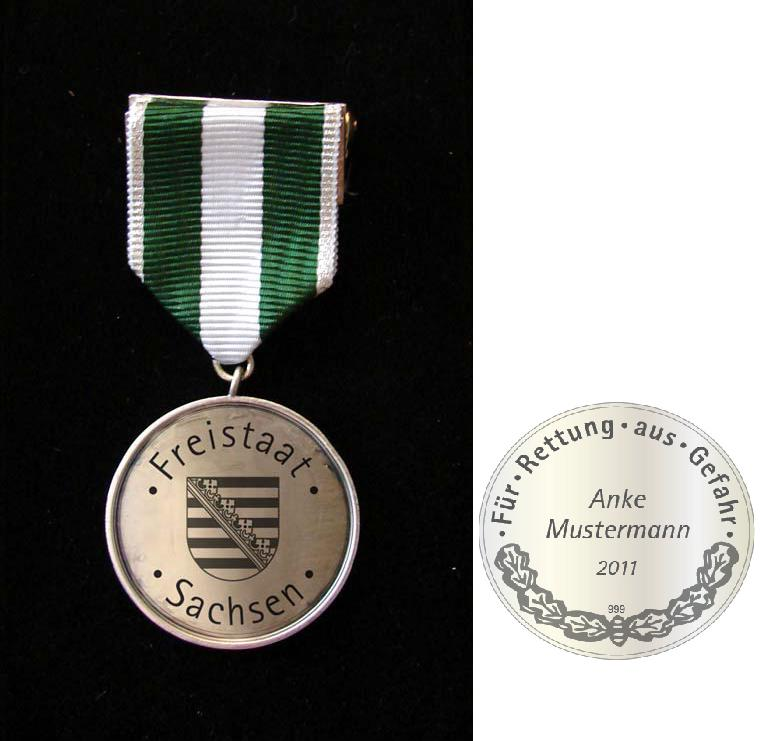
Sächsisches Lebensrettungsehrenzeichen in der Version von 2011

## Geschichtlicher Hintergrund
In Sachsen wurde letztmals 1918 eine Lebensrettungsmedaille verliehen. Mit der Errichtung der Stiftung des Lebensrettungsehrenzeichens 1996 hat der Freistaat Sachsen wieder an diese alte Tradition angeknüpft.

## Stiftungszweck
Als staatliche Anerkennung für eine durchgeführte Rettung aus Lebensgefahr wird ein Lebensrettungsehrenzeichen des Freistaates Sachsen gestiftet.

## Form und Beschaffenheit
Das aus Feinsilber bestehende Lebensrettungsehrenzeichen zeigt auf ihrer Vorderseite das Landeswappen des Freistaates Sachsen mit der erhabenen Umschrift: FREISTAAT SACHSEN. Die Rückseite trägt im oberen Halbkreis die Inschrift:  FÜR RETTUNG AUS GEFAHR und zeigt im unteren Halbkreis je drei verflochtene Eichenlaubblätter. Vor- und Nachname des Retters werden mit dem Jahr der Verleihung der Auszeichnung zentrisch graviert. Das Lebensrettungsehrenzeichen hat einen Durchmesser von 30 mm und wird an einem goldgefassten grün-weiß-grünen Band getragen. An Stelle des Lebensrettungsehrenzeichens kann eine Miniatur auf grün-weiß-grünem Band getragen werden. Das Nähere wird durch die Anlage bestimmt (siehe rechte Grafik).
Mit Novellierung der Statuten im Jahre 2011 wurde die Form etwas vereinfacht: Die vorderseitige Umschrift FREISTAAT SACHSEN ist nun nicht mehr länger erhaben ausgeprägt, und die Bandeinfassung wurde von Gold zu Silber geändert. 
Die alte Version soll noch so lange ausgegeben werden, bis die Bestände aufgebraucht sind.

## Verleihungsvoraussetzungen
- a) Das Lebensrettungsehrenzeichen für Rettung aus Gefahr wird an Personen verliehen, die unter Lebensgefahr oder besonders bedrohlichen, gefahrvollen Umständen Menschenleben gerettet oder eine der Allgemeinheit drohende erhebliche Gefahr abgewendet haben.

- b) Eine Verleihung findet nur statt, wenn die Rettungstat auf dem Gebiet des Freistaates Sachsen erfolgte oder der Retter seinen Wohnsitz im Freistaat Sachsen hat.
- c) Der Retter sollte die Rettungstat im Wesentlichen selbstständig durchgeführt haben.
- d) Personen, denen der Schutz des Lebens anderer anvertraut ist oder denen die Abwendung von Gefahren von der Allgemeinheit dienstlich oder beruflich obliegt, wird eine staatliche Anerkennung nach dieser Verwaltungsvorschrift nur gewährt, wenn sie bei einer Rettungstat das Maß der ihnen obliegenden Pflichterfüllung erheblich überschritten haben.
- e) Ein Rechtsanspruch auf Verleihung des Lebensrettungsehrenzeichens besteht nicht.[5]

## Vorschlagverfahren
- a) Die Verleihung des Lebensrettungsehrenzeichens wird dem Staatsminister des Innern vorgeschlagen.
- b) Vorschlageberechtigt ist der Bürgermeister der Gemeinde, in der der Retter oder Gerettete seinen Wohnsitz hat. Haben der Retter und Gerettete ihren Wohnsitz außerhalb des Freistaates Sachsen, ist für den Vorschlag der Bürgermeister der Gemeinde des Rettungsortes zuständig.
- c) Dem Vorschlag ist ein Bericht über die Rettungstat beizufügen. Der Bericht muss eine klare, schlüssige und erschöpfende Darstellung der Rettungstat wiedergeben. Er muss außerdem enthalten:

- - aa) Vor- und Zuname, Geburtsdatum, Anschrift und Beruf des Retters sowie des Geretteten;
  - bb) Datum, Ort und Uhrzeit der Rettungstat;
  - cc) Verwandtschaft des Geretteten zum Retter;
  - dd) im Falle des oben genannten Buchstabens d): eine nähere Begründung zu dieser Voraussetzung.[6]

## Verleihungsverfahren
- a) Die Verleihung des Lebensrettungsehrenzeichens erfolgt durch den Staatsminister des Innern.
- b) Über die Verleihung des Lebensrettungsehrenzeichens erhält der Retter eine Verleihungsurkunde
- c) Die Aushändigung des Lebensrettungsehrenzeichens und der Verleihungsurkunde erfolgt durch den Bürgermeister des Wohnsitzes des Retters in würdiger Form. Der Staatsminister des Innern kann sich im Einzelfall die Aushändigung vorbehalten oder eine andere Regelung über die Aushändigung treffen.
- d) Die Verleihung des Lebensrettungsehrenzeichens wird im Sächsischen Amtsblatt bekannt gegeben. Den Gemeinden, in denen der Retter seinen Wohnsitz hat, wird empfohlen, die Anerkennung in ortsüblicher Weise bekannt zu machen.[7]

## Trageweise
Das Sächsische Lebensrettungsehrenzeichen wird auf der linken Brustseite an der Ordensschnalle als Bandorden getragen. Jedoch in Originalgröße nur am Tag seiner Verleihung oder bei entsprechenden festlichen Anlässen. Ansonsten nur als Band an der Bandschnalle. Einzelheiten regelt eine Verwaltungsvorschrift des Sächsischen Staatsministeriums des Innern, die im Sächsischen Amtsblatt veröffentlicht wurde.

## Rangordnung im Sächsischen Auszeichnungssystem
Die hohe Stellung des Lebensrettungsehrenzeichens spiegelt sich auch in der Rangordnung des sächsischen Auszeichnungssystems wider, in dem das Lebensrettungsehrenzeichen gleich hinter dem Sächsischen Verdienstorden und der Verfassungsmedaille auf Platz drei der Wertigkeit folgt.
- 1. Sächsischer Verdienstorden
- 2. Sächsische Verfassungsmedaille
- 3. Sächsisches Lebensrettungsehrenzeichen
- 4. Sonstige Orden des Freistaates Sachsen (gleichrangig)
  - Sächsischer Fluthelferorden
  - Gedenkmedaille aus Anlass der Waldbrandkatastrophe Weißwasser im Mai/Juni 1992
- 5. Feuerwehr-Ehrenzeichen (Sachsen) als Steckkreuz in Gold
- 6. Feuerwehr-Ehrenzeichen (Sachsen) als Steckkreuz in Silber
- 7. Feuerwehr-Ehrenzeichen (Sachsen) am Band in Gold
- 8. Feuerwehr-Ehrenzeichen (Sachsen) am Band in Silber
- 9. Feuerwehr-Ehrenzeichen (Sachsen) am Band in Bronze
- 10. Feuerwehr-Leistungsabzeichen für Löscheinsatz in Gold
- 11. Feuerwehr-Leistungsabzeichen für Löscheinsatz in Silber
- 12. Feuerwehr-Leistungsabzeichen für Löscheinsatz in Bronze
- 13. Feuerwehr-Leistungsabzeichen für Technische Hilfe in Bronze

## Erste Verleihung
Am 15. September 1999 hat der damalige Innenminister von Sachsen, Klaus Hardraht, das Sächsische Lebensrettungsehrenzeichen erstmals verliehen. So erhielt der damalige Bürgermeister der Gemeinde Pobershau Christoph Kraus das Lebensrettungsehrenzeichen für seinen Einsatz während der Unwetterkatastrophe im Landkreis Mittlerer Erzgebirgskreis.

## Weitere Verleihungen
Am 2. April 2009 wurden die Schüler Marko Feichtinger und Erik Lehmberg und der Student Alex Oschatz mit dem Lebensrettungsehrenzeichen des Freistaates Sachsen von der Dresdner Oberbürgermeisterin Helma Orosz ausgezeichnet. Sie hatten am 14. August 2008 Alexis Bruce in der Kiesgrube Dresden-Leuben vor dem Ertrinken gerettet, welcher bereits von der Wasseroberfläche verschwunden war. Die Auszeichnung erfolgte ferner für ihr aufmerksames Verhalten und ihren schnellen und beherzten Einsatz.